# 莫氏直線脂鯉
莫氏直線脂鯉，為輻鰭魚綱脂鯉目脂鯉亞目脂鯉科的其中一個種，為熱帶淡水魚，分布於南美洲法屬圭亞那馬羅尼河和法力河流域，體長可達9.5公分，棲息在沙泥底質的溪流，生活習性不明。

## 扩展阅读
- 維基物種上的相關：莫氏直線脂鯉